# Daniel Dvořák (scénograf)
Daniel Dvořák (* 5. února 1954 Praha) je český scénograf, architekt a divadelní manažer, v letech 2002 až 2006 generální ředitel Národního divadla v Praze a v letech 2007 až 2012 ředitel Národního divadla Brno.

## Život
Narodil se do rodiny historika umění Františka Dvořáka (1920–2015) a Jaroslavy Natálie (Nataši) Dvořákové, rozené Křížkové (1926–2002). Studoval na Střední uměleckoprůmyslové škole v Praze (1969–1973) a Vysoké škole uměleckoprůmyslové v Praze – speciální ateliér architektury a scénografie (u prof. Josefa Svobody). Absolvoval jednoletý kurz na Mistrovské škole pro scénografii ve Vídni – Akademie der bildenen Künste Wien.
Po návratu ze studií v USA pracoval od roku 1982 jako scénograf (Státní divadlo Oldřicha Stibora Olomouc, Státní divadlo Brno). V letech 1988 až 1998 působil jako intendant Opery Furore. Od roku 1998 byl ředitelem Státní opery Praha. Byl ředitelem Národního divadla v Praze (2002–2006) a ředitelem Národního divadla Brno (2007–2012).
V roce 1999 obdržel Cenu Alfréda Radoka za scénografii.
Jeho starší bratr Jan Dvořák (narozen 1951) je teatrolog, pedagog DAMU, nakladatel a publicista.